# Cerises jubilé
Pour les articles homonymes, voir Jubilé.

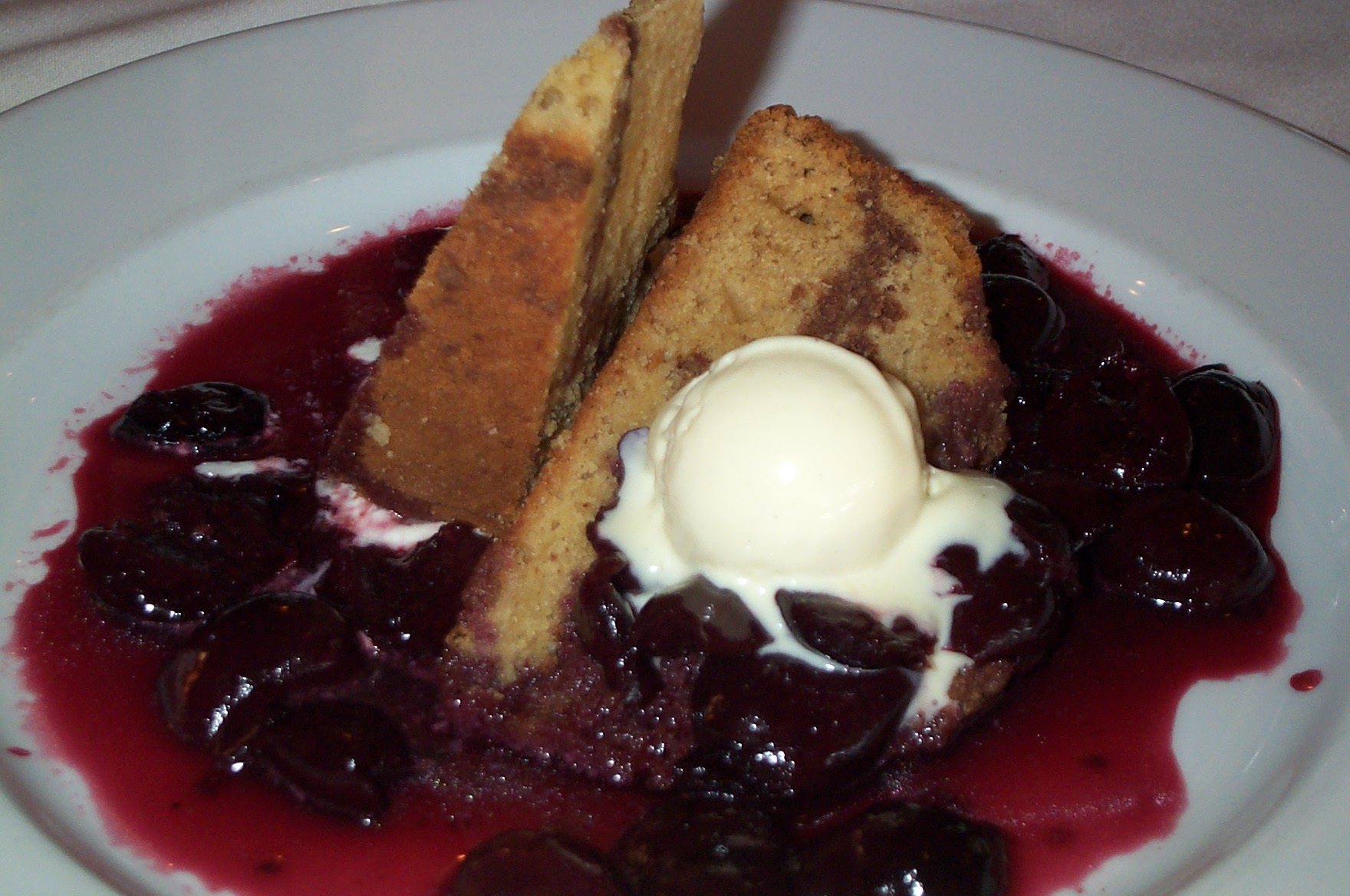
Cerises jubilé.

Les cerises jubilé sont un dessert à base de cerises et de liqueur (généralement du kirsch) qui sont flambées et servies en tant que sauce ou avec une boule de glace à la vanille.
On considère qu'il s'agit d'une invention du chef Auguste Escoffier qui a préparé ce dessert pour le jubilé de diamant de la reine Victoria en 1897.